# Oberonia falconeri
Oberonia falconeri är en orkidéart som beskrevs av Joseph Dalton Hooker. Oberonia falconeri ingår i släktet Oberonia och familjen orkidéer. Inga underarter finns listade i Catalogue of Life.